# We Have Arrived
Pour la chanson de Mescalinum United, voir We Have Arrived (chanson de Mescalinum United).
 (janvier 2024).
Si vous disposez d'ouvrages ou d'articles de référence ou si vous connaissez des sites web de qualité traitant du thème abordé ici, merci de compléter l'article en donnant les références utiles à sa vérifiabilité et en les liant à la section « Notes et références ».
Albums de Dark Angel
Darkness Descends
(1986)
We Have Arrived est le premier album studio du groupe de Thrash metal américain Dark Angel. Il est sorti en 1985 sous le label Metalstorm.
Le titre Welcome to the Slaughterhouse figure dans la liste des titres de la compilation Metal Massacre VI, sortie également en 1985.
C'est le premier et unique album de Dark Angel enregistré dans sa formation d'origine, avec le batteur Jack Schwartz.

## Musiciens
- Don Doty - Chant
- Eric Meyer - Guitare
- Jim Durkin - Guitare
- Rob Yahn - Basse
- Jack Schwartz - Batterie

## Liste des morceaux
| No | Titre                         | Durée |
| -- | ----------------------------- | ----- |
| 1. | We Have Arrived               | 4:07  |
| 2. | Merciless Death               | 4:28  |
| 3. | Falling from the Sky          | 4:23  |
| 4. | Welcome to the Slaughterhouse | 5:23  |
| 5. | No Tomorrow                   | 6:31  |
| 6. | Hell's on Its Knees           | 4:14  |
| 7. | Vendetta                      | 4:25  |